# Lasiopelta longicornis
Lasiopelta longicornis är en tvåvingeart som först beskrevs av Stein 1915.  Lasiopelta longicornis ingår i släktet Lasiopelta och familjen husflugor. Inga underarter finns listade i Catalogue of Life.